# Emma Hardinge Britten
Pour les articles homonymes, voir Britten.
Emma Hardinge Britten, née Emma Floyd le 2 mai 1823 et morte le 2 octobre 1899, est une écrivaine, actrice, guérisseuse, occultiste, éditrice et médium anglaise, grande figure du mouvement spirite au XIXe siècle.
Elle quitte l'Angleterre pour les États-Unis en 1855 où elle exerce le métier de chanteuse pendant 10 ans. Elle devient de plus en plus influente dans les cercles spirites américains où elle est très appréciée pour ses facultés de médium. Repartie s'installer en Angleterre pendant la guerre de sécession, elle écrit de nombreux livres et devient de plus en plus influente dans le milieu occulte.
Elle est en 1875 l'une des fondatrices de la Société théosophique avec Helena Blavatsky, mais quitte rapidement cette société et se positionnera par la suite contre elle lors de la crise du milieu occultiste de la fin du XIXe siècle. Devenue à la fin de sa vie une médium itinérante et véritable propagandiste du Spiritualisme moderne anglo-saxon, ses nombreux écrits lui valent le surnom d'« historienne du spiritisme ».

## Biographie

### Jeunesse

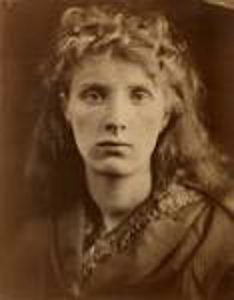
Emma Hardinge Britten en 1840

Emma est née en 1823. Son père, Ebenezer Floyd (né en 1790) est un capitaine de la marine anglaise et sa mère Ann Sophia Broomfield (née en 1793) est la fille d'un armateur de bateau. Les Floyd habitent à Bristol. La jeunesse d'Emma est très difficile. Sa grande sœur Frances Ann meurt en 1830 et son père en 1834 lors d'une épidémie de choléra,, laissant la famille d'Emma sans ressources et dans le dénuement le plus complet. Sa mère Ann Sophia doit faire appel à la charité pour survivre et Emma se retrouve à l'âge de 12 ans dans la situation difficile d’être la seule personne à pouvoir subvenir aux besoins de sa mère, de son frère Thomas, âgé de 6 ans, et de sa sœur Margaret, âgée de 2 ans. Très tôt intéressée par les arts et véritable surdouée du piano (Emma apprend le piano très jeune avec un marchand de musique qui lui permettait de venir jouer dans sa boutique tous les jours), elle commence dès l'âge de 11 ans à gagner de l'argent difficilement en enseignant la musique et continue cette activité jusqu'à ses débuts en tant qu'actrice. Elle ne va jamais à l'école.
Emma est très marquée par cette période qui la hante toute sa vie, et témoigne dans son autobiographie avoir eu des envies de suicide au cours de son adolescence. En 1838, Ann Sophia obtient un poste de gardienne d'une école de Bristol et la situation des Floyd s'améliore quelque peu jusqu'en 1840 avant de sombrer de nouveau, Ann Sophia se retrouvant de nouveau sans ressources.
En 1838, poussée par sa mère et profitant de la relative amélioration de la situation financière de sa famille, Emma, alors âgée de 15 ans, fait ses débuts en tant que chanteuse.
En 1840, Emma est remarquée par T. Machlin, un impresario, qui prend sa carrière en main. Les Floyd quittent alors Bristol pour Londres, Ann Sophia ayant auparavant confiée la jeune sœur d'Emma, Margaret, à sa sœur.

### Vie à Londres

#### Débuts en tant qu'actrice
Arrivés en 1840 à Londres, la famille Floyd est vite frappée par un nouveau drame : le frère d'Emma, Thomas, engagé dans la marine anglaise, meurt d'une maladie en mer de Chine en 1841. Jusqu'en 1843, Emma et Ann Sophia ont énormément de mal à subvenir à leurs besoins et toute leur vie tourne autour de leur seule subsistance.
À partir de 1843, Emma travaille avec un nouvel impresario, Thomas Welsh, qui lui permet de faire ses débuts en tant que modèle et actrice de théâtre. Emma commence ainsi à faire du théâtre, chanter dans des opéras et des salles de concerts. Malgré un début de notoriété elle doit néanmoins continuer à enseigner la musique dans des écoles ou chez des familles, et continuer à se produire dans des lieux peu prestigieux comme des cabarets. C'est pendant cette époque qu'Emma commence à fréquenter le Orphic circle, une société secrète d'occultisme. En plus d'y avoir été appréciée pour ses talents de médium, il semble qu'Emma ait aussi été la pianiste chargée de mettre une ambiance musicale lors des réunions du cercle, auxquelles assiste la haute société londonienne de l'époque.

#### LeOrphic circle
Dirigé par Lady Blessington et le comte d'Orsay, réputé pour avoir utilisé l'alchimie pour rembourser ses dettes, le cercle, qui se réunit dans les locaux de la London Astrological Society accueille de nombreux occultistes, hommes politiques et artistes de l'époque tels John Varley, Charles Dickens, Benjamin Disraeli, John Forster, Chauncy Hare Townshend, Edward Bulwer-Lytton, R. C. Smith, Thomas Oxley, R. J. Morrison, George Graham[Qui ?], John Palmer[Qui ?] ainsi que le célèbre voyant Alexis Didier,. La salle de réunion du cercle est aménagée comme une tombe égyptienne,. Emma Hardinge Britten et Charles Dickens deviennent amis et travaillent ensemble au théâtre, entretenant une correspondance qui dure jusqu'à la mort de Dickens en 1870. Emma évoque cette amitié dans ses textes. Clairvoyante et médium depuis sa plus tendre enfance, Emma participe à des expériences de spiritisme et de magnétisme dans le cadre des réunions du cercle, qui a pour coutume de prendre des jeunes femmes, de préférences très belles, comme sujets d'expérience. Emma Hardinge Britten raconte plus tard que c'est dans le cadre des expériences de somnambulisme du Orphic circle qu'elle rencontre Austria, l'entité mystérieuse qui est l'auteure de Art Magic: Or Mundane, Sub-Mundane and Super-Mundane Spiritism, livre qu'écrit Emma Hardinge Britten via channeling en 1876, près de 35 ans plus tard. Emma affirme dans Ghost Land, publié en 1876, que les membres du Orphic circle sont des personnes sincèrement intéressées par l'occultisme et possédant de réelles connaissances en la matière,. Certains historiens avancent que la carrière d'Emma Hardinge Britten décolle grâce aux personnes qu'elle fréquente lors des réunions du cercle occulte, ce qui n'a jamais été prouvé formellement.

### Carrière d'actrice (1844-1856)
Définitivement remarquée du grand public en 1844 dans une mise en scène de Macbeth  au théâtre de Londres, la carrière d'actrice d'Emma franchit un stade qui la met (ainsi que sa mère) dans une situation économique et sociale confortable. C'est à cette occasion qu'elle prend le pseudonyme de Emma Hardinge pour préserver son anonymat, en référence à une nouvelle de Camilla Toulmin nommé Sweet revenge, parue en 1844, dans laquelle l'héroïne nommée Emma Harding a un parcours similaire à celui d'Emma, passant de la misère à la prospérité.

#### Europe

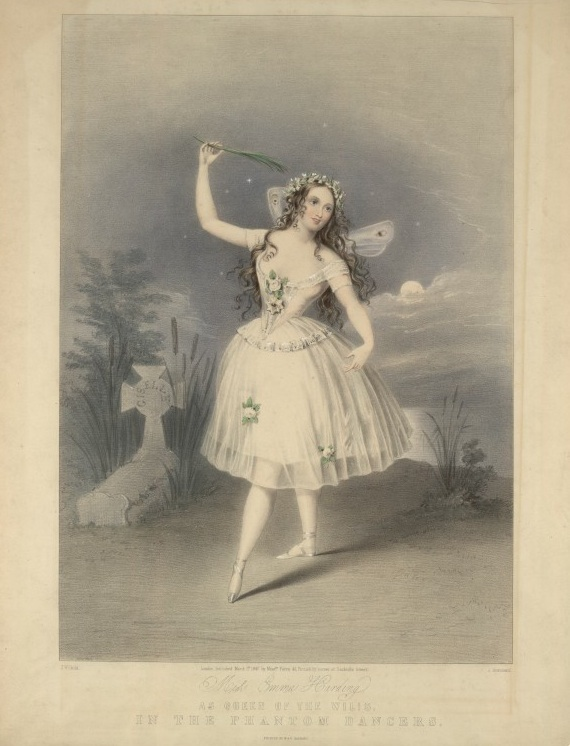
Lithographie représentant Emma en 1847, comédienne principale de The Phantom Dancers (102 représentations, considéré comme un gros succès)

De 1844 à 1856, elle exerce le métier d'actrice à temps plein, subvenant à ses besoins et ceux de sa mère. Elle joue ainsi dans des pièces de théâtre à Londres, Paris, New York et Milan. Elle donne aussi quelques concerts de piano et de chants mais se concentre essentiellement sur son métier d'actrice. Toujours engagée pour sa beauté, les rôles qu'elle obtient sont toujours ceux de belles jeunes femmes dont les scénaristes veulent mettre en valeur le physique.
Sa vie n'est néanmoins pas un conte de fée, et ses relations avec son employeur, la compagnie de théâtre Adelphi company, sont extrêmement tendues. Elle décrit l'aristocratie londonienne et les producteurs de l'époque comme étant des personnes d'une grande galanterie et amabilité en public, et d'une égale tyrannie et cruauté en privé., des gens vicieux, cruels et sans remords, profitant des jeunes femmes sans ressources et prêts à annuler leurs engagements avec elles à tout moment. Poussée par Ann Sophia, Emma dénonce publiquement en 1854 les pressions et menaces subies par les actrices, entraînant une rupture entre elle et le milieu du spectacle londonien. En 1854, c'est grâce à son ami Charles Dickens qu'elle peut continuer à exercer son métier en Europe.
L'année suivante, dans l'impossibilité de continuer à exercer son métier, Emma quitte l'Angleterre pour New-York le 22 aout 1855, accompagnée d'Ann Sophia.

#### Broadway
À Broadway, elle obtient tout de suite un premier rôle, mais sa carrière d'actrice en Amérique ne dure que deux ans. Son dernier rôle est celui d'Azurine dans la pièce King Charming en juin 1856. Son échec à s'imposer sera encore une fois dû à des disputes avec les propriétaires des théâtres de Broadway. C'est à cette époque qu'elle commence à écrire et utiliser ses facultés de medium publiquement en s'impliquant de plus en plus dans les cercles spirites. Emma compose également quelques œuvres musicales et écrit des paroles de chanson.

### Vie en Amérique

#### Débuts en tant que médium et musicienne
Sa carrière d'actrice terminée, Emma reprend les concerts de piano et le chant, avec un succès modeste. Elle reprend aussi l'enseignement de la musique et fonde une école dans laquelle elle investit beaucoup de temps et d'énergie, sans succès.
Après cet échec, poussée par sa colocataire Elisabeth J. French, une médium et magnétiseuse, elle participe de plus en plus aux réunions des cercles spirites.
 Il ressort de ses lettres et des témoignages de son entourage qu'Emma n'a jamais voulu utiliser ses dons de clairvoyance pour faire une carrière de medium, et a toujours privilégié ses autres compétences qui sont en 1856 le métier d'actrice, l'édition de magazines (compétence qu'elle a acquise à Londres en éditant avec E. L. Blanchard et W. H. Harrison la Court Gazette), l'enseignement de la musique et la création et gestion d'organisme de charité (compétence qu'elle a acquise lors de son implication avec Charles Dickens dans le Urania cottage).
Sa notoriété de médium devient néanmoins rapidement importante après l'annonce publique le 19 février 1856 du naufrage d'un transatlantique, le Pacific.
Entre 1856 et 1858, elle effectue de nombreuses prestations de médium, répondant sous transe à des questions posées. Son passé d'actrice et son éloquence participent grandement à son succès et elle est remarquée par l'église spiritualiste. À partir de 1858, en parallèle à ses activités de musicienne, elle devient un membre de cette organisation et commence progressivement à devenir une propagandiste active du spiritualisme moderne anglo-saxon.
Une rivalité s'installe entre Emma et Cora L. V. Scott (1840–1923), autre grande figure du spiritisme de l'époque. Jeune et jolie, sa prestation sur scène subjugue les hommes, et elle est en quelque sorte la concurrente directe d'Emma qui, de son côté, va sur ses 35 ans. Néanmoins, la rivalité reste amicale, les deux femmes ne se disputant pas publiquement et entretenant un respect mutuel. Des années plus tard Cora, battue par son mari, sera secourue et aidée par Emma et William Britten.
Emma publie son premier roman The Wildfire Club en 1860 sous le pseudonyme Ezra, aidée par Charles Dickens. De 1858 à 1860 sa notoriété de medium grandit de façon exponentielle et Emma est maintenant connue sur toute la côte est des États-Unis. Les journaux européens commencent à parler d'elle et il faut réserver plusieurs mois à l'avance pour obtenir une consultation.

#### Investissement en politique et dans les œuvres de charité
En 1862, elle créé une institution pour recueillir et aider à se réinsérer les femmes sans abri de New-York, sur le modèle du Urania cottage,. Néanmoins, faute de dons, l'initiative ne dure pas. C'est à l'occasion de ses levées de fonds qu'Emma commence à fréquenter le milieu politique new-yorkais.
En 1863, elle part pour la Californie où elle fait de nombreuses lectures et prestations publiques de mediumnité, à la suite de quoi le parti républicain prend contact avec elle pour lui demander de participer à la campagne d'Abraham Lincoln. Emma accepte et, prolongeant son séjour en Californie jusqu'à fin 1864, fait plus de 100 discours. Oratrice talentueuse et crédible auprès des politiciens locaux, elle devient de plus en plus une figure de la culture américaine. Le point culminant de sa carrière d'oratrice est le discours du 14 avril 1865 en réponse à l'assassinat d'Abraham Lincoln, qui est acclamé par les journalistes.
De retour à New-York, où ses éloges d'Abraham Lincoln sont largement diffusés et appréciés, elle donne des lectures publiques de textes politiques, tels Politics versus Principles, Politics in the Pulpit, The Reign of Terror, The Day of Reconstruction.
Le 5 aout 1865, Emma et Ann Sophia repartent pour Londres pour régler une affaire d'héritage.

### Notoriété transatlantique
L'héritage occupe la famille d'Emma, désormais rejointe par sa sœur Margaret, jusqu'à décembre. Elle est ensuite introduite auprès des cercles spirites londoniens par Benjamin Coleman, financier influent dans le milieu spirite et proche d'Elisabeth J. French, et organise des réunions spirites nommées les Winter Soiree Lectures dans lesquelles elle fait de nombreux discours sur le thème de la spiritualité, jusqu'en février 1866. Reconnue à Londres comme Emma Hardinge, l'actrice, elle doit faire face à un ancien collègue de Broadway Edwin Askew Sothern, un medium et acteur dont l'activité est désormais d'exposer le spiritisme comme une fraude. Par la suite elle est arrêtée par les autorités anglaises qui la confondent avec l'espionne confédérée Belle Boyd qui a pris le nom de Hardinge à la suite de son mariage. Libérée en juin 1866, elle se retire de la vie publique, se concentre sur l'organisation et l'animation des cercles spirites londoniens, et commence la rédaction de Modern American Spiritualism: A Twenty Years Record Of The Communion Between Earth And The World Of Spirits dont la première édition sort en 1869. Véritable encyclopédie des événements et personnes associés aux premiers temps du mouvement spirite, ce livre est un texte historique d'une grande valeur. L'année suivante en 1870, Emma se marie avec William Britten. De 1869 à 1872, Emma et sa famille font de nombreux allers-retours entre la cote est des États-Unis et l'Angleterre pour promouvoir le livre d'Emma et participer à des réunions spirites. En juillet 1872, Emma lance son premier journal, The Western Star, qui ne dure que 6 mois. Dans ce journal sont publiés des fragments de ce qui aurait dû être le volume 2 d'American modern Spiritualism et les premiers textes de ce qui devient ensuite Ghost Land, signé par Austria. Ces textes diffèrent de l'édition de 1876, entre autres par un changement des noms des personnages. De 1872 à 1875, Emma ne se produit plus comme médium mais comme magnétiseuse et guérisseuse, donnant aussi de nombreux discours pour promouvoir le mouvement spirite,,,.
La publication en 1875 de The Electric Physician, or Self-Cure Through Electricity, livre exposant ses méthodes de soin par le magnétisme, coïncide avec son retour à la vie publique.

### Création de la société théosophique (1875)
En 1875, Emma entre en contact avec Henry Steel Olcott puis H. P. Blavatsky, pour qui elle organise des conférences à partir d'octobre à New York. Les deux femmes fondent alors la Société théosophique mais une rivalité s'installe entre elles. L'année suivante Emma quitte la Société théosophique, et publie Art Magic: Or Mundane, Sub-Mundane and Super-Mundane Spiritism, un recueil de textes ésotériques qui sont la première doctrine de la société théosophique,,, à laquelle H. P. Blavatsky substitue ses propres écrits. Art Magic, publié dans un premier temps sous le pseudonyme Louis de B a auparavant été remanié par Emma qui y inclut une critique sévère de l'organisation dont elle vient d'être évincée.
Ce texte, sorte de renaissance de l'ésotérisme occidental, a une portée importante dans le milieu, inspirant par exemple la Hermetic Brotherhood of Luxor et le livre The Light of Egypt qui en copient assez largement le contenu et les références.
En novembre 1876 parait Ghost Land, or Researches Into The Mysteries Of Occultism, livre qui a un retentissement tout aussi important dans le milieu.
Livre initiatique racontant l'histoire de Louis de B., le prétendu auteur de Art Magic, et sa découverte des sciences occultes, Ghost Land est un livre biographique. Jusqu'en 1877, Emma parcourt l'Europe, les États-Unis et l'Australie pour faire la promotion de ses livres, donnant aussi de nombreuses conférences sur le thème de la spiritualité. De 1877 à 1881, elle devient une véritable propagandiste du spiritualisme moderne anglo-saxon, voyageant telle une missionnaire et donnant des conférences aux quatre coins du monde.
Elle publie en 1879 The Faiths, Facts & Frauds of Religious History, son troisième livre majeur sur le thème de la spiritualité, qui reprend la partie d'Art Magic consacrée aux religions en la développant davantage et en y apportant de nombreuses sources. Ce livre est son plus gros succès de son vivant, donnant lieu à de rapides rééditions.
En 1880, elle participe à des expériences occultes à San Francisco en compagnie d'Albert van der Naillen. À New-York, elle participe à une expérience de magnétisme avec le docteur Henry S. Tanner, qui passe 42 jours sans boire ni manger. Néanmoins Tanner affirme que les théories d'Emma sur le magnétisme lui semblent incorrectes. En 1881, l'église spiritualiste traversant une crise importante, Emma cesse ses voyages et retourne s'installer en Angleterre; où elle reste jusqu'à sa mort. Elle s'investit dans les cercles spirites londoniens et commence la rédaction de Nineteenth Century Miracles, livre relatant ses voyages et les activités des cercles spirites des pays dans lesquels elle a voyagé. Il parait en 1884. Le 18 novembre 1887 débute la publication de The Two World, journal consacré aux sciences occultes dont Emma est rédactrice en chef et William propriétaire. Le journal est en partie financé par Lady Caithness, duchesse de Pomar, avec qui Emma et William sont devenus amis. Emma a d'ailleurs séjourné chez elle en 1882, le temps de se remettre d'une maladie

## Publications

### Livres
• The Place And Mission Of Woman.  Boston: H. W. Swett, 1859.
• Six Lectures on Theology And Nature. Chicago : 1860. Scott and Company, Printers, Chicago, IL, 1860.
• The Wildfire Club. Boston: Berry, Colby, 1861. Certaines histoires de ce livre de fiction furent publiés avant dans l'un des journaux qu'édita Emma.
• America And Her Destiny New York : Robert M. DeWitt, 1861. 
• What Is Spiritualism? An Address By Emma Hardinge, with her directions for the formation and conduct of spirit circles. Glasgow: Glasgow Association Of Spiritualists, 1868. 
• Rules For The Formation And Conduct Of Spirit Circles. Glasgow: James McGeachy, 1868. London: Cambridge Steam Printing Works, 1868.
• Modern American Spiritualism: A Twenty Years Record Of The Communion Between Earth And The World Of Spirits. New York, 1870. 
• The Creed Of The Spirits, And The Influence Of The Religion Of Spiritualism. 1871. 
• The Electric Physician: Or Self Cure Through Electricity. Boston: Dr William Britten, 1875. 
• Art Magic: Or Mundane, Sub-Mundane and Super-Mundane Spiritism. Boston: William Britten, 1876.
• Ghost Land, or Researches Into The Mysteries Of Occultism. Boston, 1876.
• On The Road; Or The Spiritual Investigator: A Complete Compendium Of The Science, Religion, Ethics, And Various Methods Of Investigating Spiritualism. Melbourne: George Robertson, 1878. 
• The Chinese Labor Question, Or The Problems Of Capital Versus Labor. Sydney, 1878.
• The Faiths, Facts And Frauds Of Religious History: A Treatise In Ten Sections. Melbourne: George Robertson, 1879.
• The Lyceum Manual: A Compendium Of Physical, Moral, And Spiritual Exercises For Use In Progressive Lyceums Connected With British Spiritualist Societies. Hanging Heaton/Dewsbury, UK: 1887. Second edition, 1888. Third edition, 1889. Edition in 1935. 15th revised edition, 1958. 16th revised edition, 1981. 17th revised edition, 1992.
• The English lyceum manual : a compendium of physical, moral, and spiritual exercises for the use of English spiritualists societies (Children's Edition). Newcastle-On-Tyne: H. A. Kersey, 1888. 1889 edition. 4th Children's edition (1894), 8th Children's edition 1905. ninth Children's edition 1909. Edition in 1924 and reprint in 1935.
• The Lyceum Officer's Manual. Rochdale: Kersey Chiswell, 1921.
• Nineteenth Century Miracles Or Spirits And Their Work In Every Country Of The Earth. New York: William Britten/Lovell & Company, 1883/4. Reprint New York : Arno Press, 1976.
• The Autobiography of Emma Hardinge Britten. Manchester and London: John Heywood, 1900. Publié après la mort d'Emma par sa sœur Margaret.
• The « Two Worlds » Portrait Album: Spiritual Mediums, Workers And Celebrities with Brief Biographical Sketches. Manchester: Printed For The « Two Worlds » Publishing Company Limited by The Labor Press Society Limited. Cette publication regroupe les parties de L’Encyclopedie du Spiritisme, livre qu'Emma n'aura pas le temps d'achever.

### Journaux
• The Western Star: A magazine devoted to a record of the facts, philosophy, and history of the communion between spirits and mortals. Boston: juillet à décembre 1872.
• The Two Worlds. A Journal Devoted To Spiritualist, Occult Science, Ethics, Religion and Reform. Manchester: The Two Worlds Publishing Co. Ltd. 1887-1892.
• The Unseen Universe: A monthly magazine devoted to spiritism, occultism, ancient magic, modern mediumship, and every subject that pertains to the whence, what, and whitherward of humanity. avril 1892 à mars 1893